# Cell Metabolism
Cell Metabolism, abgekürzt als Cell Metab., ist eine wissenschaftliche Fachzeitschrift, die vom amerikanischen Cell-Press-Verlag, einer Abteilung von Elsevier, veröffentlicht wird. Die erste Ausgabe erschien im Januar 2005. Derzeit erscheint die Zeitschrift monatlich. Es werden Original- und Übersichtsartikel aus Bereichen Metabolismus und Homöostase veröffentlicht.
Der Impact Factor lag im Jahr 2014 bei 17,565. Nach der Statistik des ISI Web of Knowledge wird das Journal mit diesem Impact Factor in der Kategorie Endokrinologie und Metabolismus an zweiter Stelle von 128 Zeitschriften und in der Kategorie Zellbiologie an siebenter Stelle von 184 Zeitschriften geführt.
Chefherausgeberin ist Nikla Emambokus, die beim Cell-Press-Verlag angestellt ist.